# 愛はスローにちょっとずつ
「愛はスローにちょっとずつ」（あいはスローにちょっとずつ、英語:  LOVE TURNS SLOWLY -SOUL LONG-）は、サザンオールスターズの楽曲。自身の3作目の配信シングルとして、タイシタレーベル / SPEEDSTAR RECORDSからダウンロード配信で2019年8月12日に発売された。
なお、2019年12月20日からはストリーミング配信を開始した。

## 背景・リリース
前作「壮年JUMP」から約1年1か月ぶりとなる新曲で、本作は音楽配信とCDの2形態での発売になることが2019年7月16日に発表された。CDは、自身のデビュー40周年を記念した本『SOUTHERN ALL STARS YEAR BOOK「40」』に付属されている。また、サザンのシングルとしては元号が「令和」に改元されて最初のリリース（CD、配信併せて）となる。
『SOUTHERN ALL STARS YEAR BOOK「40」』は、ライブ会場で予約受付が行なわれており、ツアー終了とともに予約も締め切られていたが、今回の本作の封入決定を受けて「アスマート」にて限定で改めて予約期間が設けられることとなった。

## プロモーション
2019年8月3日から配信を記念したTwitterの企画「『愛はスローにちょっとずつ』発売記念・納涼川柳」が開催され、参加者の中から抽選で40名にオリジナルグッズが当たるようになっている。また後日、特設サイトや桑田のラジオ冠番組『桑田佳祐のやさしい夜遊び』 にて一部作品を紹介される。
2019年8月17日放送の『桑田佳祐のやさしい夜遊び』にて、「愛はスローにちょっとずつ」が生歌唱され、同時にサザンオールスターズ公式YouTubeチャンネルでも同時ライブ配信された。放送は深夜にもかかわらずYouTubeだけでも5万人以上が視聴した。出演したメンバーはサザンのメンバーではなく、サザンや桑田ソロのサポートメンバーである斎藤誠（ギター）、片山敦夫（キーボード）、TIGER（コーラス）、はたけやま裕（パーカッション）によって演奏された。
本作をダウンロードして、購入した画面をスクリーンショットして公式サイトの応募フォームに投稿すると、抽選でジャケット画像をあしらったオリジナルTシャツが40名に貰えるようになっている。

## チャート成績
2019年8月26日付のオリコン週間デジタルランキングで初週3.2万DLを売り上げて、初登場3位にランクインした。
同日付のBillboard Japan Hot 100では33,481DLでダウンロード3位、ラジオ1位、Twitter51位で総合8位を記録した。

## 収録曲
1. 愛はスローにちょっとずつ (4:35)[13]
（作詞・作曲：桑田佳祐 / 編曲：サザンオールスターズ / 弦&管編曲：原由子）
日本テレビ系日曜ドラマ『ニッポンノワール-刑事Yの反乱-』主題歌[14]。ユニクロ 「Life Wear/メリノウール 珈琲店」CMソング[注釈 2][15]。
歌詞は失恋した男が孤独に過ごす時間の寂しさや切なさを描写しており、優しく気持ちを撫でてくれるようなラブバラードになっている[7][10]。
2019年3月から6月まで行われていた全国ライブツアー『LIVE TOUR 2019 “キミは見てくれが悪いんだから、アホ丸出しでマイクを握ってろ!!” だと!? ふざけるな!!』にて新曲として初披露された楽曲。ライブで披露されていた時は制作途中であったこともあり、タイトルに「（仮）」がついた表記であった[16][17]。桑田は同ライブで楽曲を披露する際に「ツアーでお客さんとともに熟成させていく曲」「いつかよりよいチャンスがあったら世に出そうと思っています」と説明した[18]。
発売当初はノータイアップであったが、2019年10月3日に主題歌を担当することが発表された。また、同時にYouTubeにミュージック・ビデオが公開され、同全国ライブツアー最終公演の映像を中心に構成されており、舞台裏の映像やアーティスト写真の撮影風景のほか、過去の数々のライブやレコーディングの映像なども映し出されている[14]。
メディアでの初オンエアーは、2019年7月13日放送の『桑田佳祐のやさしい夜遊び』であった[17]。

## 収録アルバム
| 曲名                     | 作品名         |
| ------------------------ | -------------- |
| 愛はスローにちょっとずつ | アルバム未収録 |

## ミュージック・ビデオ収録作品
| 曲名                     | 作品名                                                            |
| ------------------------ | ----------------------------------------------------------------- |
| 愛はスローにちょっとずつ | 21世紀の音楽異端児 (21st Century Southern All Stars Music Videos) |

## ライブ映像作品
| 曲名                     | 作品名                                                                                            |
| ------------------------ | ------------------------------------------------------------------------------------------------- |
| 愛はスローにちょっとずつ | LIVE TOUR 2019 “キミは見てくれが悪いんだから、アホ丸出しでマイクを握ってろ!!” だと!? ふざけるな!! |